# Чертовское (деревня)
Чертовское — деревня в Междуреченском районе Вологодской области.
Входит в состав Сухонского сельского поселения, с точки зрения административно-территориального деления — в Сухонский сельсовет.
Расстояние до районного центра Шуйского по автодороге — 12,5 км. Ближайшие населённые пункты — Пионерский, Афанасово, Жидовиново.
По данным переписи в 2002 году постоянного населения не было.